# لامية الجمل
لامية الجمل هي قصيدة تعليمية في موضوع إعراب الجُمل (جمع جملة) وشبه الجُمل من بحر الطويل، تشتمل على 72 بيتاً، وهي من نظم الشيخ محمد بن محمد بن محمد بن عمران، أبي عبد الله السلاوي الشهير بالمجرادي النحوي الفقيه، من أهل سلا (جوار الرباط)،

## محتوياتها
تشتمل القصيدة المجراديّة، على فصول، وهي:
- فصل في بيان الجملة،
- بيان الجملة الكبرى والصغرى،
- انقسام الكبرى إلى ذات وجه وذات وجهين،
- الجمل التي لا محل لها من الإعراب،
- الجمل التي لها محل من الإعراب،
- حكم الجملة بعد المعرفة والنكرة،
- ما يتعلق من حروف الجر وما لا يتعلق وبيان المتعلَّق به،
- حكم المجرور بعد المعرفة والنكرة،
- فصل فيما يتعلق به المجرور إن وقع حالا أو صفة أو خبرا أو صلة،
- فصل في رفعه الفاعل بعد الاستفهام والنفي وفي هذه المواضع الأربعة.
- خاتمة.

## نماذج من أبياتها
ومنها:

## شراحها
القصيدة اللامية عليها شروح عديدة من أبرزها:
- شرح للشيخ المكي البطاوري.[2][3]
- شرح علي ابن أحمد الرسموكي، في (مبرز القواعد الإعرابية من القصيدة المجرادية - مخطوط)[4]،
- شرح الشيخ يبورك بن عبد الله بن يعقوب، السملالي، المتوفى سنة: 1058هـ،[5]
- شرح باسم: تحفة القصاد لفهم جمل المجراد، للشيخ الحسن بن محمد بن عبد الله، الدرعي، مخطوط في مركز الملك فيصل للبحوث والدراسات الإسلامية بالمملكة العربية السعودية[6]،
- شرح قصيده اعراب الجمل، لأبي اسحاق إبراهيم بن ابي علي، محفوظ بمركز الملك فيصل للبحوث والدراسات الإسلامية بالمملكة العربية السعودية،[7]